# 贝讷维尔 (加来海峡省)
贝讷维尔（法語：Berneville，法語發音：[bɛʁnəvil]）是法国北部-加来海峡大区加来海峡省的一个市镇，属于阿拉斯区。

## 地理
贝讷维尔（50°15'56"N, 2°40'17"E）面积5.63 平方千米，位于法国上法蘭西大區加来海峡省，该省份为法国北部沿海省份，西北濒北海，南至索姆省，东临北部省。
与贝讷维尔接壤的市镇（或旧市镇、城区）包括：瓦尔吕、锡芒库尔、瓦伊、博梅莱洛日、丹维尔。
贝讷维尔的时区为UTC+01:00、UTC+02:00（夏令时）。

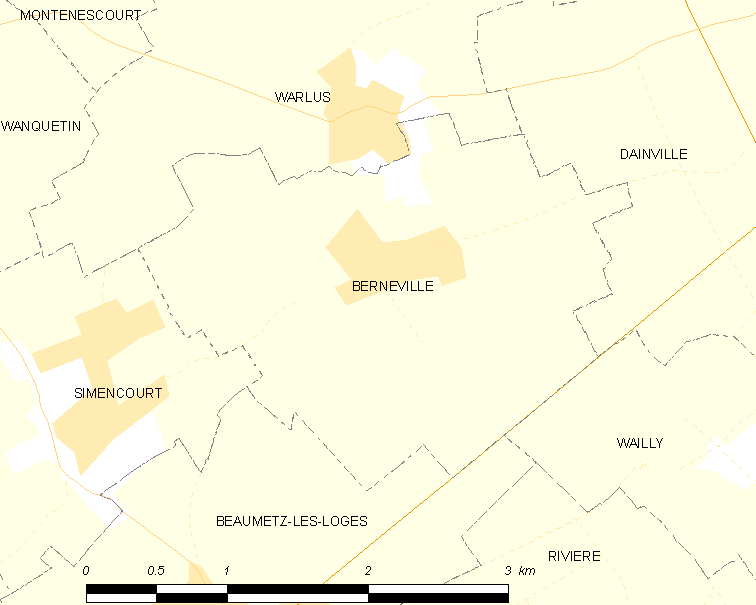
贝讷维尔的OSM定位图

## 行政
贝讷维尔的邮政编码为62123，INSEE市镇编码为62115。

## 政治
贝讷维尔所属的省级选区为阿韦讷勒孔特县。

## 人口

1962-2008年间贝讷维尔人口变化图示

贝讷维尔于2022年1月1日时的人口数量为475人。